# Kraśnikowate

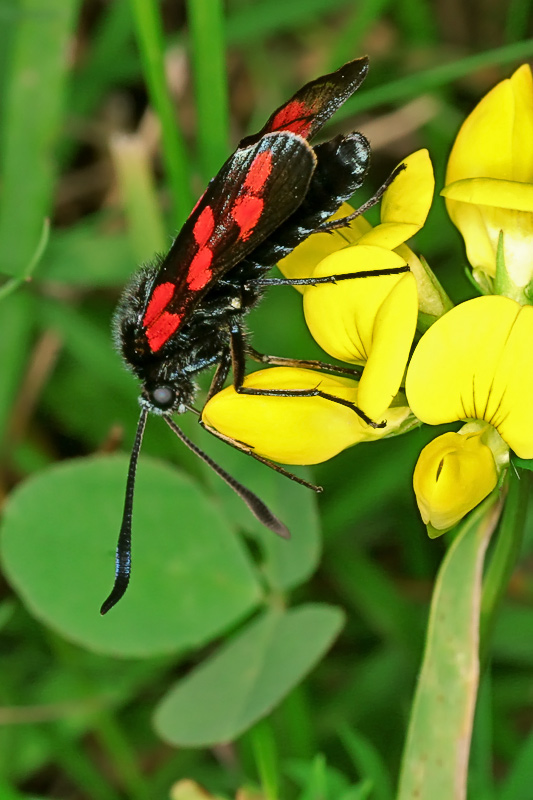
Zygaena carniolica

Kraśnikowate (Zygaenidae) – rodzina motyli z podrzędu Glossata i infrarzędu motyli różnoskrzydłych, obejmująca ponad 1000 opisanych gatunków. Kosmopolityczna, ale głównie tropikalna i subtropikalna.

## Opis
Motyle małych i średnich rozmiarów, u gatunków palearktycznych o rozpiętości skrzydeł od 20 do 40 mm. Głowa ich wyposażona jest w okrągłe i pozbawione owłosienia oczy złożone, trzy dobrze widoczne przyoczka, dobrze wykształconą ssawkę, mocno zredukowane głaszczki wargowe oraz średnio długie, zwykle odgięte na zewnątrz czułki o formie maczugowatej, drobno piłkowanej lub grzebykowatej. Apomorfią rodziny jest obecność na głowie chaetosemata złożonych ze sterczących łusek i sensilla trichodea ustawionych w charakterystyczny sposób. Szeroki tułów zaopatrzony jest w nieco odstające tegule. W przedniej połowie zewnętrznej krawędzi przedniego skrzydła występuje pięć żyłek radialnych. Tylne skrzydła zwykle są dobrze wykształcone, ale u Himantopterus uwstecznione są do postaci nitkowatych wyrostków. Odwłok jest krępy, walcowaty, często z kontrastową obrączką. Charakterystyczną cechą samic jest obecność w pobliżu owiporu pary gruczołów Petersena, których wydzielina służy ochronie jaj. U części gatunków gruczoły te są wtórnie zredukowane, a ochronie jaj służą łuski, odpadające z kępki na końcu odwłoka.
Gąsienica ma krępe ciało pokrojem przypominające nagie ślimaki. Ubarwienie jej jest zielone, żółte, różowe lub brunatne z rzędami plamek na grzbiecie i po bokach. Ciało porastają krótkie, szczeciniaste włoski.
Kontrastowe ubarwienie postaci dorosłych i gąsienic pełni funkcje obronne. Wszystkie gatunki są trujące – ich ciało zawiera cyjanowodór.

## Występowanie i biologia
Takson kosmopolityczny, ale w większości tropikalny i subtropikalny. W Polsce występuje 19 gatunków zaliczanych do tej rodziny (zobacz: kraśnikowate Polski).
Owady dorosłe są aktywne za dnia. Preferują duże nasłonecznienie i wysokie temperatury. Lot mają powolny i ociężały. W warunkach europejskich gąsienice lęgną się pod koniec lata, szkieletują liście, po czym zimują. Następne żerowanie, obejmujące już całe liście, zaczynają w Europie Środkowej w czerwcu. Przepoczwarczają się w sztywnych kokonach, zwykle umieszczonych na łodygach roślin zielnych.

## Systematyka
Do rodziny tej zalicza się ponad 1000 opisanych gatunków, które klasyfikuje się w pięciu podrodzinach:
- Inouelinae
- Procridinae
- Chalcosiinae
- Callizygaeninae
- Zygaeninae